# Cattedrale di Nostra Signora dell'Annunciazione
La cattedrale di Nostra Signora dell'Annunciazione è una cattedrale greco-cattolica melchita situata nel quartiere cristiano della Città Vecchia di Gerusalemme. È dedicata alla Madonna dell'Annunciazione. Serve come sede del Territorio di Gerusalemme dipendente dal Patriarcato dei melchiti.

## Storia
Massimo III Mazloum, eletto patriarca della chiesa melchita nel 1833, ristabilì fin da subito buoni rapporti con la chiesa di Roma, condannando il sinodo di Qarqafè. Nel 1838 papa Gregorio XVI gli conferì il titolo di "Patriarca di Antiochia e di tutto l'Oriente, di Alessandria e Gerusalemme della Chiesa cattolica greca melchita". A questo punto il patriarca trasferì la sede della chiesa a Damasco e, nel 1848 fece costruire la Chiesa di Nostra Signora dell'Annunciazione a Gerusalemme dove un anno dopo si tenne un sinodo.
Papa Leone XIII conferì la responsabilità dei melchiti di Gerusalemme al patriarca nel 1894 con l'enciclica Orientalium dignitas.
La chiesa fu restaurata nel 1959 ed affrescata internamente nel 1974-1975.

## L'interno
L'interno della cattedrale fu quasi completamente affrescato nel biennio 1974-1975 da due pittori rumeni. Gli affreschi sono in totale 518 e raccontano la vita di Cristo, dall'Annunciazione alla Risurrezione. Come in tutte le chiese di rito greco, in fondo alla sala principale un'iconostasi separa la navata dall'altare. Il complesso della cattedrale comprende un ospizio per pellegrini.